# Inversão do acidente
Inversão do acidente é uma falácia que consiste em tomar uma exceção como regra, ou seja, é o uso da exceção quando as evidências mostram que a generalização deve ser aplicada.

## Estrutura lógica
- X é regra.
- Y é exceção.
- Logo, Y é regra.

## Exemplos
- Se deixarmos os doentes terminais usarem heroína, devemos deixar todos usá-la.
- Já que alguém pode se negar ao serviço militar por motivos religiosos, também pode se negar a pagar impostos pelos mesmos motivos.
- Todos os artistas que eu vejo atualmente na tv e radio sãos ruins, então todos os artistas atuais são ruins.